# Internado
Un internado o colegio de pupilos es un colegio donde los alumnos viven en la misma institución en la que estudian. El término se refiere también a la situación de las personas cuando están viviendo en un lugar. En particular, en algunos países se denomina internado el periodo durante el cual los estudiantes de medicina ponen en práctica, en los hospitales, lo aprendido en los cursos teóricos.
Muchas escuelas privadas son internados en los países de la Mancomunidad de Naciones y los Estados Unidos de América. Los pupilos viven casi toda su infancia y adolescencia lejos de sus padres, pese a que tienen la posibilidad de volver a su casa durante los días festivos y vacaciones, o con una autorización especial concedida por los directivos del colegio.
También se denominan internados aquellas instituciones en donde niños de sectores rurales acuden para recibir alimentación y vivienda mientras realizan sus estudios. En algunos casos, la escuela y el internado forman parte de una misma institución y edificio; sin embargo estos también pueden identificarse por separado.

## Edad
En España, se entraba a los diez años (en otros lugares, son a la edad necesaria o libre).[cita requerida]

## Historia
Los internados poseen una larga tradición. Antiguamente, en países europeos como Gran Bretaña, Alemania y Suiza, los internados existían exclusivamente en el seno de los conventos. Aquí eran educados los hijos de las familias acomodadas y preparados para el sacerdocio (o la vida monástica en el caso de las niñas).
Actualmente los internados no están necesariamente ligados a instituciones religiosas y los métodos educativos ya no son los mismos. Muchos internados son hoy en día fundaciones. En general, son internados a tiempo completo.
El internado pretende ofrecer una formación integral y no solo académica. Se tiene en cuenta el potencial del interno en todas sus facetas: aptitudes musicales, deportivas, etc.

## Descripción

### Características típicas
El término internado suele referirse a los clásicos internados británicos y a muchos internados de todo el mundo que siguen su modelo.

#### Sistema de internado

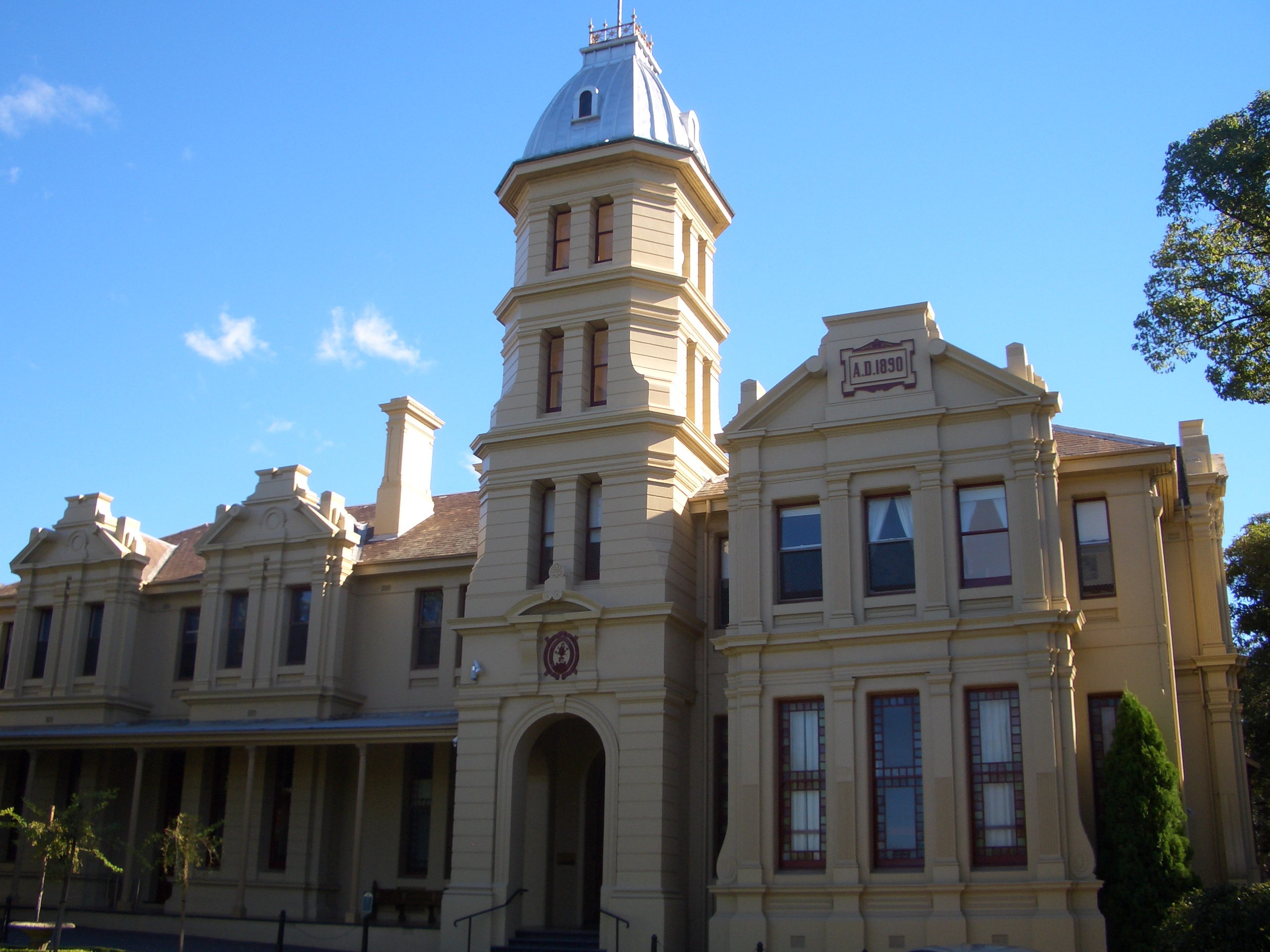
Internado del Presbyterian Ladies' College, Sydney, New South Wales.

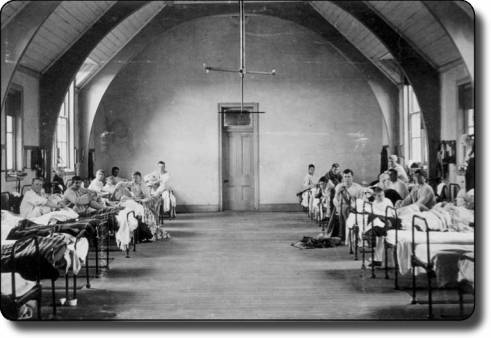
Dormitorio en The Armidale School, Australia, 1898

Un internado típico tiene varias casas residenciales separadas, ya sea dentro del recinto escolar o en los alrededores.
Un número de profesores de alto nivel son designados como directores de casa, maestras de casa, padres de dormitorio, prefectos o consejeros residenciales, cada uno de los cuales asume la responsabilidad casi parental (in loco parentis) de entre 5 y 50 estudiantes que residen en su casa o dormitorio en todo momento, pero especialmente fuera del horario escolar. Cada uno de ellos puede ser asistido en la gestión doméstica de la casa por un ama de llaves, a menudo conocida en los países del Reino Unido o de la Commonwealth como matrona, y por un tutor de la casa para los asuntos académicos, a menudo proporcionando personal de cada sexo. En Estados Unidos, los internados suelen tener una familia residente que vive en la residencia, conocida como dorm parents. Suelen tener personal de limpieza para el mantenimiento y la limpieza, pero no suelen tener tutores asociados a un dormitorio individual. No obstante, los estudiantes mayores suelen estar menos supervisados por el personal, y un sistema de monitores o prefectos otorga una autoridad limitada a los estudiantes mayores. Las casas desarrollan fácilmente caracteres distintivos, y a menudo se fomenta una sana rivalidad entre las casas en el deporte.
Las casas o los dormitorios suelen incluir habitaciones de estudio o dormitorios, un comedor o refectorio donde los estudiantes comen a horas fijas, una biblioteca y, posiblemente, cabinas donde los estudiantes pueden hacer sus tareas. Las casas también pueden tener salas comunes para ver la televisión y relajarse y cocinas para los aperitivos, y ocasionalmente instalaciones para guardar las bicicletas u otros equipos deportivos. Algunas instalaciones pueden ser compartidas por varias casas o dormitorios.
En algunas escuelas, cada casa tiene estudiantes de todas las edades, en cuyo caso suele haber un sistema de prefectos, que otorga a los estudiantes mayores algunos privilegios y cierta responsabilidad por el bienestar de los más jóvenes. En otros, las casas separadas se adaptan a las necesidades de los diferentes años o clases. En algunas escuelas, los estudiantes diurnos son asignados a un dormitorio o casa para actividades sociales y deportivas.
La mayoría de los dormitorios escolares tienen una hora de "estar en tu habitación antes de" y una hora de "apagar las luces", dependiendo de su edad, en la que los estudiantes deben prepararse para ir a la cama, después de lo cual no se permite hablar. Estas normas pueden ser difíciles de aplicar; los estudiantes pueden intentar a menudo romperlas, por ejemplo, utilizando sus ordenadores portátiles o yendo a la habitación de otro estudiante para hablar o jugar a juegos de ordenador. Los estudiantes internacionales pueden aprovechar la diferencia horaria entre países (por ejemplo, 7 horas entre el Reino Unido y China) para ponerse en contacto con amigos o familiares. Los estudiantes que comparten salas de estudio son menos propensos a molestar a los demás y pueden tener más libertad de acción.

#### Otras instalaciones
Además de las instalaciones académicas habituales, como las aulas, los salones, las bibliotecas y los laboratorios, los internados suelen ofrecer una amplia variedad de instalaciones para actividades extraescolares, como salas de música, gimnasios, campos deportivos y terrenos escolares, barcos, pistas de squash, piscinas, cines y teatros. A menudo hay una capilla escolar en las instalaciones. Los alumnos externos suelen quedarse después de las clases para utilizar estas instalaciones. Muchos internados norteamericanos están situados en bellos entornos rurales y presentan una combinación de estilos arquitectónicos que van desde lo moderno hasta lo centenario.
La calidad de la comida puede variar de un colegio a otro, pero la mayoría de los internados ofrecen diversas opciones de menú para muchos tipos de restricciones y preferencias dietéticas. Algunos internados tienen un código de vestimenta para comidas específicas como la cena o para días concretos de la semana. Por lo general, los alumnos son libres de comer con sus amigos y compañeros de equipo, así como con el profesorado y los entrenadores. Los grupos de actividades extraescolares, por ejemplo el Club de Francés, pueden celebrar reuniones y comidas juntos. El comedor suele ser un lugar central en el que las lecciones y el aprendizaje pueden continuar entre los estudiantes y los profesores u otros mentores o entrenadores de la facultad. Algunos colegios permiten a los estudiantes diurnos asistir al desayuno y a la cena, además del almuerzo estándar, mientras que otros cobran una cuota.
Muchos internados tienen una tienda escolar o un salón de aperitivos en el campus donde se puede comprar comida y material escolar adicional; también pueden tener un centro recreativo para estudiantes donde se puede comprar comida durante un horario determinado.
Los internados también cuentan con infirmario, una pequeña sala con primeros auxilios u otras ayudas médicas de emergencia.

#### Modalidad
Por lo general, los alumnos necesitan permiso para salir fuera de los límites definidos de la escuela; puede que se les permita viajar fuera del campus en determinados momentos.
Dependiendo del país y del contexto, los internados suelen ofrecer una o varias opciones: a tiempo completo (los alumnos permanecen en el colegio a tiempo completo), semanal (los alumnos permanecen en el colegio de lunes a viernes, y luego regresan a casa el fin de semana), o con un horario flexible (los alumnos eligen cuándo embarcarse, por ejemplo, durante la semana de exámenes).
Cada estudiante tiene un horario individual, que en los primeros años permite poca discreción. Los alumnos internos y los diurnos reciben clases juntos en el horario escolar y, en la mayoría de los casos, continúan más allá de la jornada escolar para incluir deportes, clubes y sociedades, o excursiones.
Los internados británicos tienen tres períodos (en inglés: terms) al año, de aproximadamente doce semanas cada uno, con unos días de vacaciones de medio tiempo durante los cuales se espera que los estudiantes vayan a casa o, al menos, fuera de la escuela. Puede haber varios exeats, o fines de semana, en cada mitad del trimestre en los que los estudiantes pueden ir a casa o fuera (por ejemplo, los estudiantes internacionales pueden quedarse con sus tutores designados, o con una familia de acogida). Hoy en día, los alumnos internos suelen ir a la escuela a una distancia fácil de su casa, por lo que pueden ver a sus familias con frecuencia; por ejemplo, se anima a las familias a que vengan a apoyar a los equipos deportivos de la escuela que juegan en casa contra otras escuelas, o a las actuaciones de la escuela en música, teatro o teatro.
Algunos internados sólo admiten alumnos internos, mientras que otros tienen tanto alumnos internos como alumnos diurnos que vuelven a casa al final de la jornada escolar. Los alumnos diurnos se conocen a veces como niños o niñas diurnos. Algunos colegios permiten a los estudiantes diurnos asistir al desayuno y a la cena, mientras que otros cobran una cuota. En los colegios que tienen horas de estudio designadas u horas de silencio por las tardes, los alumnos del campus (incluidos los diurnos) suelen estar obligados a cumplir las mismas normas de "silencio" (como no ver la televisión, permanecer en sus habitaciones, en la biblioteca o en la sala de estudio, etc.). Los colegios que tienen tanto alumnos internos como diurnos a veces se describen a sí mismos como colegios semi-internados o internados diurnos. Algunos colegios también tienen alumnos que se alojan durante la semana pero que vuelven a casa los fines de semana: se les conoce como internos semanales, cuasi-internados o internos de cinco días.

### Otras formas de internados

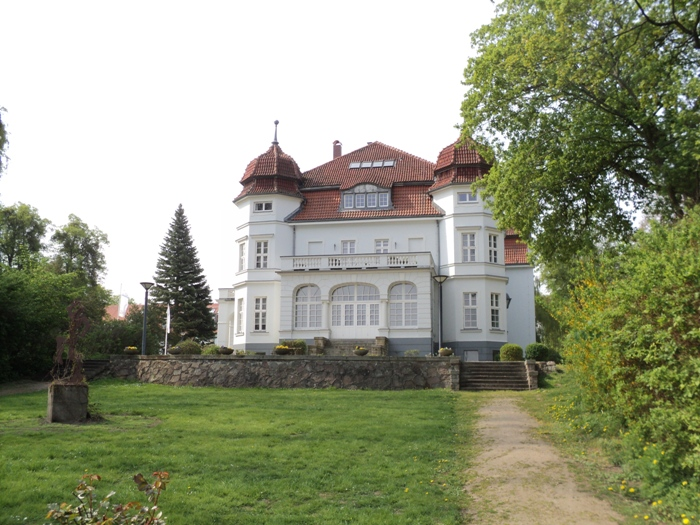
Schloss Torgelow, un reputado internado de Gymnasium en Alemania, que conduce a los exámenes Abitur

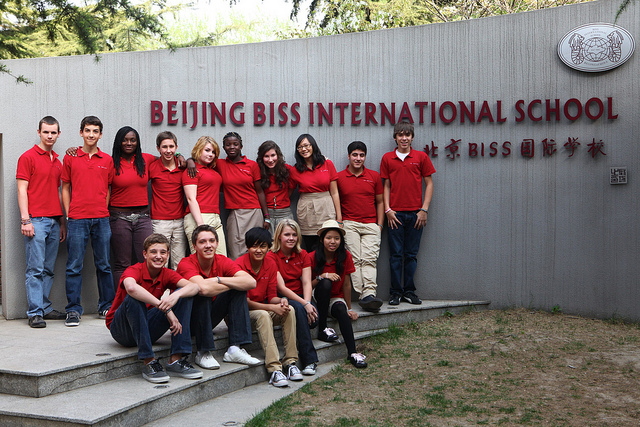
Los internados itinerantes, como THINK Global School, se asocian con un colegio del IB en cada país que visitan.

Los internados son colegios residenciales; sin embargo, no todos los colegios residenciales son internados "clásicos". Otras formas de colegios residenciales son:
- Los internados terapéuticos son internados basados en la matrícula, fuera del hogar, que combinan la terapia y la educación para niños, generalmente adolescentes, con problemas emocionales, de comportamiento, de abuso de sustancias o de aprendizaje.[6] En algunos casos también en caso de TDAH o autismo (de un modo especial en nivel 3).
- Los internados itinerantes, como Think Global School, son escuelas secundarias de cuatro años que sumergen a los estudiantes en una nueva ciudad cada trimestre. Los internados itinerantes se asocian con una escuela de acogida dentro de la ciudad para proporcionar las instalaciones de vida y educativas.[7]
- Los internados de vela, como A+ World Academy, son escuelas secundarias basadas en barcos que navegan alrededor del mundo y combinan la educación secundaria con los viajes y el desarrollo personal. Las clases suelen tener lugar tanto a bordo como en algunos de los puertos que visitan.[8]
- Internados al aire libre, que enseñan a los estudiantes la independencia y la autosuficiencia a través de campamentos de estilo de supervivencia y otras actividades al aire libre.[9]
- Programas de educación residencial, que proporcionan un entorno estable y de apoyo para que los niños en riesgo vivan y aprendan juntos.
- Colegios residenciales para alumnos con necesidades educativas especiales, que pueden ser o no discapacitados
- Escuelas semestrales, que complementan la educación secundaria de un estudiante proporcionando una experiencia residencial de un semestre con un tema curricular de enfoque central-que puede atraer a los estudiantes y las familias que no están interesados en una experiencia de educación residencial más larga.
- Escuelas especializadas centradas en una disciplina académica concreta, como la Escuela de Ciencias y Matemáticas de Carolina del Norte pública o la Academia de Artes Interlochen privada.
- Las aldeas juveniles israelíes, en las que los niños se alojan y se educan en una comuna, pero también tienen contacto diario con sus padres a horas determinadas.
- Los internados públicos, que son gestionados por distritos escolares públicos. En Estados Unidos, los internados públicos de asistencia general fueron antaño numerosos en las zonas rurales, pero hoy son extremadamente raros. A partir del año escolar 2013-2014, la Fundación SEED administraba internados públicos concertados en Washington D. C., y Baltimore, Maryland. Un internado público rural es el Crane Union High School en Crane, Oregón. Alrededor de dos tercios de sus más de 80 alumnos, en su mayoría niños de ranchoses remotos, se internan durante la semana escolar para ahorrarse un viaje de ida de hasta 150 millas (241,4 km) a través del condado de Harney.[10]
- Rancho escuela, antaño común en el oeste de Estados Unidos, que incorpora aspectos del "rancho de amigos" (Rancho de invitados)

### Normas aplicables
En el Reino Unido, casi todos los internados son escuelas independientes, que no están sujetas al plan de estudios nacional ni a otras normativas educativas aplicables a las escuelas estatales. No obstante, existen algunas normativas, principalmente por motivos de salud y seguridad, además de la ley general. El Departamento de Niños, Escuelas y Familias, junto con el Departamento de Salud del Reino Unido, posee lineamientos prescriptivos para los internados, denominados National Boarding Standards.
Un ejemplo de los reglamentos incluidos en los Estándares Nacionales de Internado son los que se refieren a la superficie mínima o el espacio habitable requerido para cada estudiante y otros aspectos de las instalaciones básicas. La superficie mínima de un dormitorio con capacidad para dos o más estudiantes se define como el número de estudiantes que duermen en el dormitorio multiplicado por 4,2 m2, más 1,2 m2. También se debe mantener una distancia mínima de 0,9 m entre dos camas en un dormitorio, dormitorio o cubículo. En caso de que a los estudiantes se les proporcione un cubículo, entonces cada estudiante debe contar con una ventana y un área de piso de 5.0 m2 como mínimo. Un dormitorio para un solo estudiante debe tener al menos una superficie de 6,0 m2. Los internados deben proporcionar una superficie total de al menos 2,3 m2 de alojamiento para cada interno. Esto también debe incorporarse con al menos una bañera o ducha por cada diez estudiantes.
Estas son algunas de las pocas directrices establecidas por el departamento, entre otras muchas. Probablemente se pueda observar que no todos los internados del mundo cumplen estas normas básicas mínimas, a pesar de su aparente atractivo.

## Tipos de internados
- Escuela integral, donde estudiantes de ambos sexos conviven en la misma residencia y comparten aulas. Es la forma de internado más común. En este tipo de internado la dirección de la residencia y la escuela es común.
- Internados a cuya escuela acuden también alumnos externos.
- Internado que solo ofrece residencia. Los internos acuden, por tanto, a diferentes escuelas externas.

Actualmente se aprecia una tendencia cada vez mayor a decantarse por la opción del internado, por parte de los estudiantes y sobre todo de los progenitores. Esto se debe, en muchos casos, a un descontento en cuanto a la calidad del nivel de enseñanza de las escuelas públicas. Muchos padres desean ofrecer a sus hijos una educación más conforme con sus expectativas personales. Además, esperan que el internado ofrezca determinadas ventajas a sus hijos:
- Fomento de las facultades individuales del interno
- Especial refuerzo de las áreas donde se observen carencias
- Refuerzo extraescolar
- Atención a los deseos individuales del interno
- Métodos modernos de enseñanza y educación
- Fomento de las habilidades sociales a través de la convivencia

El efecto positivo en la evolución del interno deriva también del reducido tamaño de los grupos en clase. De este modo, es más fácil para el tutor llevar un seguimiento personalizado de cada alumno.

## Financiación
Existen diferentes fuentes de financiamiento en los diversos internados. Se diferencian según se rijan por un método didáctico concreto (Steiner, Montessori, Summerhill, Sudbury), una religión determinada o bien una institución privada.
Además, existen también internados públicos.